# 江川玟成
江川 玟成（えがわ びんせい、1942年12月3日-  ）は、日本の教育心理学者、東京学芸大学名誉教授・十文字学園女子大学名誉教授。
福島県生まれ。1967年東京教育大学教育学部心理学科卒業。1971年同大学大学院博士課程単位取得中退、東京教育大学教育学部助手、1977年東京電機大学理工学部助教授、東京学芸大学教授、名誉教授、十文字学園女子大学人間生活学部教授、2013年名誉教授。

## 著書
- 『心理学』福村出版 1981
- 『職場で役立つカウンセリング part 1 (悩みの治療カウンセリング)』千曲秀版社 1985
- 『いじめから学ぶ 望ましい人間関係の育成』大日本図書 現代心理学ブックス 1986
- 『勝利への条件 スポーツマンのメンタル・トレーニング』千曲秀版社 1986
- 『多動・情緒不安定』黎明書房 情緒障害児双書 1987
- 『実践スポーツ心理学』大日本図書 現代心理学ブックス 1989
- 『人を動かすカウンセリング・マインド 新・リーダーの条件』チクマ秀版社 1991
- 『勝利への実践メンタル・トレーニング』チクマ秀版社 1992
- 『発想のヒント 創造的思考力をのばす』大日本図書 現代心理学ブックス 1996
- 『あぶない時代の護身マニュアル 自分の身は自分で守るしかない!』チクマ秀版社 実学創書 1998
- 『経験科学における研究方略ガイドブック 論理性と創造性のブラッシュアップ』ナカニシヤ出版 2002
- 『子どもの創造的思考力を育てる 16の発問パターン』金子書房 2005
- 『心理療法・カウンセリングにおける認知方略 その理論と実際』ブレーン出版 2006
- 『新・五輪書入門 今なぜ武蔵なのか』北樹出版 2008
- 『カウンセリング入門』北樹出版 2009
- 『クリエイティビティの心理学 創造的思考の原理・方略と17のレッスン』金子書房 2013

### 共編著
- 『現代心理学概説』編著 福村出版 1978
- 『教師と教職志望者のための教育心理学』根本橘夫共編著 福村出版 1979
- 『教育心理学』根本橘夫共編著 福村出版 1983
- 『教育キーワード 「現代」をとく139の視点 1988』葉養正明,望月重信,高橋勝共編 時事通信社 1988
- 『教育キーワード137』高橋勝, 葉養正明, 望月重信共編著 時事通信社 1992
- 『生徒指導の理論と方法』編 学芸図書 教職課程講座 1992
- 『特別活動の理論と方法』編 学芸図書 教職課程講座 1993
- 『教育相談 その理論と方法』編著 学芸図書 2003
- 『校長・教頭のための児童・生徒問題対応百科 校長・教頭が日常直面する児童・生徒問題』編 教育開発研究所 教職研修総合特集 校長・教頭実務百科 2004
- 『カウンセリング入門』編著 北樹出版 2009

### 翻訳
- S.ラックマン『心理療法の効果』内山喜久雄,氏森英亜共訳 黎明書房 1973

## 論文
- Cinii